# Robert Papst

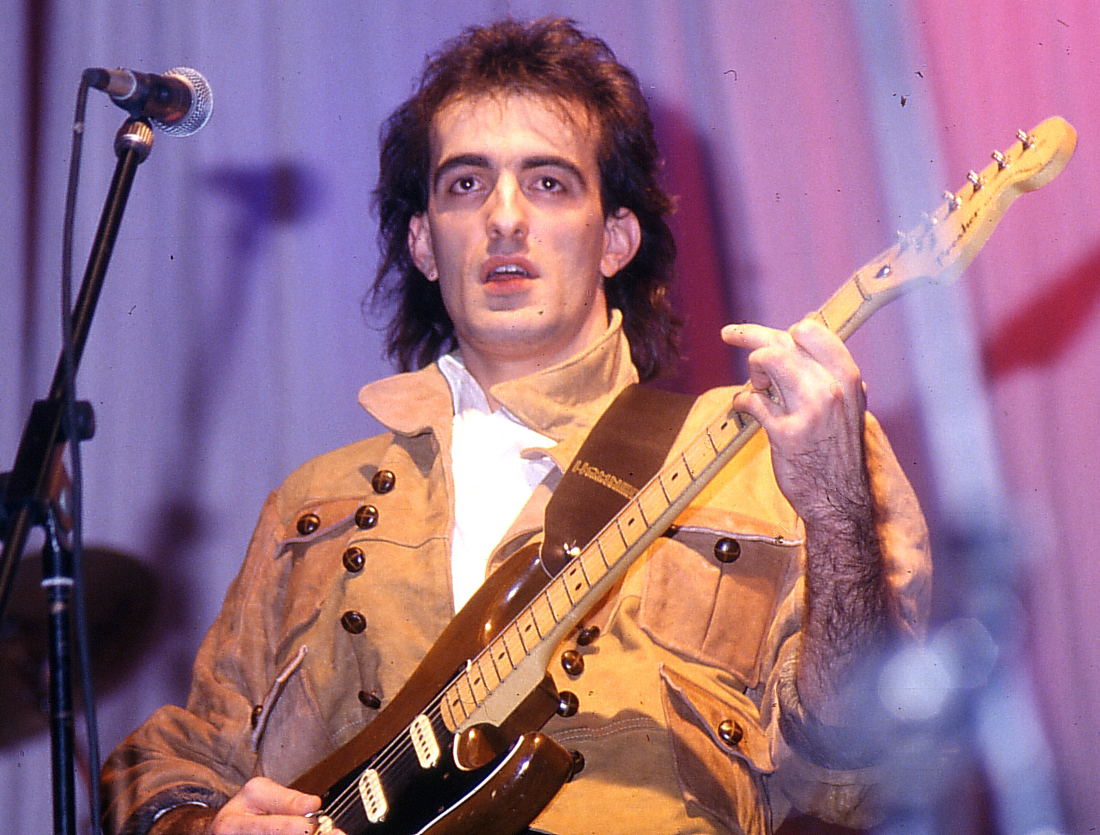
Robert Papst 1989

Robert Papst (* 10. Dezember 1960 in Ebersberg) ist ein deutscher Gitarrist, Musikproduzent und Komponist für Rockmusik, Musik für Werbespots und TV-Dokumentationen sowie für Filmmusik. Er ist Gründungsmitglied der Rockband Dominoe und deren Produzent.

## Leben
Papst wuchs in Grafing bei München im oberbayerischen Landkreis Ebersberg auf und besuchte das Ignaz-Günther-Gymnasium in Rosenheim. Bereits als Elfjähriger spielte er Schlagzeug, Gitarre und Klavier. Erste musikalische Erfahrungen sammelte er in Schülerbands. Nach Einrichtung eines ersten eigenen Amateur-Tonstudios versuchte sich Papst bis Mitte der 1980er mit Bands wie Flick of the Wrist und Radius im Münchner Umland. Robert Papst lebt in Grafing.

## Rockband Dominoe
Im Jahr 1987 traf Robert Papst auf den Sänger Jörg Sieber. Er gründete mit ihm die Band Max, die kurz darauf in Dominoe umbenannt wurde. Bandmitglieder waren die Sängerin und Keyboarderin Angie Buchzyk, der Bassist Fred Neudert, der Schlagzeuger Heinz „Rick“ Schulz und der Keyboarder Johnny Rohde.
Bereits mit der gemeinsamen Debütsingle Here I Am, die Herbst 1987 erschien und auf den ersten gemeinsamen Song Family Mad folgte, platzierten Papst und Sieber mit Dominoe einen Tophit, den der französische Automobilhersteller Renault in einem Werbespot einsetzte. Die Single landete am 11. Januar 1988 auf Platz 4 der deutschen Single-Charts und hielt sich dort 26 Wochen. In den Single-Charts der Schweiz kam der Song im März 1988 ebenfalls auf Platz 4 und verweilte in den Charts 14 Wochen. Der Titel wurde weit über Europa hinaus bekannt: Gresham-Records veröffentlichte 1988 eine Single in Südafrika. TV-Auftritte in Deutschland und in Frankreich folgten. Die französische Chansonsängerin Sylvie Vartan sang den Titel einer Version für Frankreich neu ein.
An der ersten LP Keep in Touch arbeitete Papst mit den Bandmitgliedern im eigenen Tonstudio Scrabble in einem alten Bauernhof in Grafing, dem Heimatort von Papst. Der Erfolg mit Here I Am machte Robert Papst und Dominoe über Nacht weit über Deutschland hinaus bekannt. Es folgten europaweite Liveauftritte im TV und auf der Bühne. Den Titel Touch aus diesem Album interpretierte später Udo Lindenberg in einer deutschen Version Wie’n alter Freund. 1987 sang Lindenberg das Lied in Papsts Studio in Grafing ein.
Mit der Nachfolgesingle Let’s Talk about Life konnte Dominoe nicht an den ersten Erfolg anknüpfen und erreichte nur mittlere Chartplätze. Papst verließ 1989 die Band als aktiver Bühnenmusiker und trat als deren Produzent in Erscheinung. Für ihn kam der Gitarrist Markus Schiegl. Bei den Studioaufnahmen wirkte Papst weiterhin als Gitarrist mit.
Das zweite Album The Key (1989/1990), das von Papst in Zusammenarbeit mit Faltermeyer produziert wurde, verkaufte sich nur mäßig. Die erste Singleauskopplung daraus, Angel Don’t Cry, war als Videoclip bei MTV zu sehen, die zweite Single war die Ballade Keep the Fire Burnin. Nach einer begleitenden Tournee kam es 1991 zur Auflösung von Dominoe.
Erst im Jahr 2002 entschlossen sich Papst und Sieber zu einem dritten Album mit dem Titel No Silence… No Lambs, das sie zusammen mit neuen Musikern und der Schweizer Sängerin Jane Bogaert aufnahmen, die bereits unter anderem mit Lionel Richie, Udo Lindenberg und Joe Lynn Turner zusammengearbeitet hatte und für die Schweiz im Jahr 2000 in Stockholm Eurovision Song Contest angetreten war.
Das vierte von Papst produzierte Album The Story Is Far from Told erschien im Jahr 2008 und wurde von einigen Fernsehauftritten begleitet. Beim fünften Album Naked But Dressed, das 2012 erschien, wirkten erstmals hochkarätige, mit Papst befreundete Gastmusiker mit, unter anderem Jimi Jamison (Survivor) bei dem Titel Comin’ Home sowie bei Naked Larry Hoppen von der US-amerikanischen Band Orleans, deren bekanntestes Stück Still the One ist.
Anlässlich der Classic Rock Nights 2008 im Capitol in Hannover hatten Robert Papst und Jane Bogaert noch einmal mit Jimi Jamison und Joe Lynn Turner einen Liveauftritt und stellten bei dieser Gelegenheit neue Songs wie Irresistible und One More Sugar vor.
Im November 2018 erschien das sechste Album The Lost Radio Show. Es besteht aus Aufnahmen, die Dominoe im Jahr 2008 für eine britische Radioshow spielte. Teile dieser Live-Aufnahmen gingen seinerzeit durch einen Festplattencrash verloren, sodass die geplante Radiosendung nicht übertragen werden konnte. Die erhaltenen, unvollständigen Teile wurden archiviert. Zufällig entdeckte Robert Papst diese Ausschnitte Anfang des Jahres 2018 wieder. Für das Album wurden die meisten der 2008 aufgenommenen Stücke verwendet, nur die wirklich verloren gegangenen Teile mussten neu aufgenommen werden. Frühere Bandmitglieder und langjährige Musikerfreunde Papsts halfen dabei, die Aufnahmen zu ergänzen und zu komplettieren. So gelang es Papst, mit dieser Veröffentlichung die Atmosphäre der Original-Session zu erfassen. Die positive Resonanz aus der Musikszene auf die nach sechs Jahren erste weitere Veröffentlichung von Dominoe wurde durch Radio- und TV-Interviews begleitet.
Das Album The Lost Radio Show rezensiert unter anderem Anja Blum von der Süddeutschen Zeitung: "Der Vorteil dieses risikolosen Durchschreitens des Rockgenres mittels eingängiger Melodien und altbewährter Harmonien ist, dass das Album für eine ganze Generation so eine Art Soundtrack ihrer Jugend sein kann. Selbst wer die Band - jenseits ihres Hits - nicht kennt, aber mit Jon Bon Jovi, Brian Adams und Co. aufgewachsen ist, wird seine helle Freude an "The Lost Radioshow" haben. (...) Das Handwerk, das es dafür braucht, haben Papst und Co. ohnehin nie verlernt. Das Album ist bestens produziert, hält mit ruhiger Hand die Waage zwischen Professionalität und Authentizität, und die Musiker lassen technisch nichts zu wünschen übrig."
Robert Papst ist der einzige der Gruppe Dominoe, der nach der Auflösung der Band noch auffällig in Erscheinung treten konnte. Im Juni 2021 trat Papst mit Dominoe und dem bereits 2012 produzierten Song Comin’ Home in einer neuen Fassung wieder in Erscheinung.  In Comin’ Home singt Jörg Sieber mit dem 2014 verstorbenen Jamison im Duett.

## Produzent, Komponist, Musiker

### Produktionen für diverse Künstler
Im Jahr 1988 schrieb Papst seine erste Filmmusik zum Sport-Action-Film von Jochen Schweizer, Family Mad.
Papst produzierte Künstler wie Willy Astor, Dan Lucas (Sieger der ersten Staffel des TV-Formats The Voice Senior), Jane Bogaert, Pino Panduri, Angie Layne sowie die Schweizer Rockband Daytona.
Die Singleauskopplung Heart of America mit Dan Lucas fand 1994 in einer McDonald’s-Werbung Verwendung und erreichte Chartplatzierungen. Für Willy Astor produzierte Papst fünf CDs von 1991 bis 1995. Das ursprünglich für Dominoe geschriebene Album No more Money realisierte Papst im Jahr 1994 mit dem Dominoe-Sänger Jörg Sieber unter dessen Künstlernamen Jay Seevers. Mit dem Song Dominoe History wird an die Bandgeschichte erinnert. That's what youre looking for wurde durch die Hanuta-Werbung bekannt. Als Studiomusiker wirkten Papst, Ed Straker und Günther Skitschak mit, mit dem Papst viele weitere Produktionen gemeinsam realisierte. Mit Horst Rohrmüller schrieb Papst Out of My Mind von Mr. Freaky (Sängerin: Angie Buchzyk), eine Italo-Disco-Single, die vor allem in der Schweiz bekannt wurde.
Für die Comedy-Serie Die Feuchtgrubers, welche von 1990 bis 1999 auf dem Radiosender Antenne Bayern lief, produzierte Papst die MCs, die ein voller Erfolg für Antenne Bayern wurden.
Im Jahr 2000 entstand das Album Still Paying My Dues to the Blues des Uriah-Heep-Sängers John Lawton bei Papst.
2000 gründete Papst die Firma Scoreworx, in der er auch jungen Talenten die Möglichkeit gab, an Filmmusik-Projekten mitzuwirken. Unter vielem anderem komponierte er 2010 für die von ihm gegründete und produzierte junge deutsche Band Janina and the Deeds den Titel Bye Bye Bye, der von der Waschmittelmarke Ariel in einem Werbespot eingesetzt wurde. Papst wirkte in der Band wieder aktiv als Gitarrist mit und schrieb, gemeinsamen mit Musikerkollegen, die Songs für die Poprock-Band.
Für die Mitwirkung am Jane-Bogaert-Album Fifth Dimension konnte er seine langjährigen Weggefährten und Musikerfreunde John Rhino Edwards von Status Quo, Matt Beck von Matchbox Twenty und Charlie Morgan (Ex-Drummer von u. a. Elton John, Tina Turner und Paul McCartney) gewinnen. Der Journey-Sänger Jeff Scott Soto und Joe Lynn Turner (Rainbow, Deep Purple) sind als Gastsänger auf diesem Album zu hören.

### Musik für Kino/TV und Werbung
Seit 1990 schreibt und bearbeitet er in seinem Tonstudio die Musik zu weit über sechshundert TV- und Radio-Werbespots für das In- und Ausland, den Score zu über neunzig Filmen (z. B. Der Pfundskerl, eine TV-Serie mit Ottfried Fischer), TV-Produktionen wie Entweder Broder und TV-Dokumentationen wie 90 Minuten sind kein Leben.
Papst machte über Jahrzehnte die Musik für Werbespots seiner Kunden wie Audi, Procter & Gamble, ADAC, Lufthansa, Ferrero, Unicef, Sarotti, Meister Proper, Mercedes-Benz, McDonald’s, Bosch, Siemens, Bauknecht, BMW, Vernel, Licher, Warsteiner, Erdinger Weißbier, Marlboro, Rolls-Royce. Einige der Spots, für die Papst die Musik beisteuerte, wurden weltweit ausgestrahlt, wie beispielsweise für Pampers der Song That’s the Way I Like It, für den er Sennie „Skip“ Martin, den Leadsänger der Band Kool And The Gang, gewinnen konnte.
Unter vielem anderem schrieb Robert Papst anlässlich des Staatsaktes „60 Jahre Bundesrepublik Deutschland“ am 22. Mai 2009 die Musik für den Film in der Eröffnungssequenz.
Auch zeichnet Papst für die Post-Production (Musik) für viele TV- und Kinoproduktionen verantwortlich.
Zuletzt schrieb er die Musik für den im September 2018 beim Weltfilmfestival Montreal World Film Festival nominierten Kinofilm Kill Me Today, Tomorrow I’m Sick!, der im Frühjahr 2019 Kinopremiere feiern wird. Die Tragikomödie spielt im Kosovo des Jahres 1999, für dessen Filmmusik Papst "das damalige Lebensgefühl nachempfunden hat", indem er "eine musikalische Zeitreise in den Balkan der 1990er Jahre" komponierte und Jugo-Pop, serbischen Rock, orientalische Disco, albanische Folklore "imitierte, nach stilechten Sounds und Rhythmen geforscht, erst getextet und dann übersetzt" hat und mit dem Titelsong einen "klassischen, druckvollen Rocksong im Stile der 90er" schuf. Der Film wurde am 3. September 2018 in Montreal mit dem "Silver Zenith" in der Kategorie "First Fiction Films Competition" ausgezeichnet.

## Diskografie (Auswahl)

### Alben
- 1988: Keep in Touch
- 1990: The Key
- 1994: No More Money – Jay Seever
- 2000: Still Paying My Dues to the Blues – John Lawton
- 2002: No Silence… No Lambs
- 2008: The Story Is Far from Told
- 2012: Naked But Dressed
- 2010: Fifth Dimension – Jane Bogaert
- 2010: Last Girl Standing – JATD
- 2014: JATD 2 – JATD
- 2018: Dominoe – The Lost Radio Show[20]

### Singles
- 1986: Heaven and Hell – Flick of the Wrist
- 1988: Here I Am
- 1988: Two Hearts – Radius
- 1988: Let’s Talk about Life
- 1988: Family Mad
- 1988: Wie’n alter Freund – Udo Lindenberg (Musik: Papst/Sieber – Touch)
- 1988: Out of My Mind – Mr. Freaky
- 1989: Jerusaleme – Pino Panduri
- 1989: Dimmi amore mio – Pino Panduri
- 1989: Julia – Pino Panduri
- 1989: Don’t Rape My Heart – Angie Layne
- 1990: Angel Don’t Cry
- 1990: Keep the Fire Burnin’
- 1991: Gimme all your Love – Angie Layne
- 1991: Popcorn frutti di mare – Willy Astor
- 1991: You can’t Stop the Rainfall – Blue
- 1991: Hold On Me – Dan Lucas
- 1992: Somones Girl – Dan Lucas
- 1993: Secret Love – Jay Seever
- 1993: Kimba Singer – Willy Astor
- 1993: You Better Take Another Way – Daytona
- 1994: That’s what You’re Looking for – Jay Seever
- 1994: Heart of America – Dan Lucas
- 1994: Heaven is for Heroes – Jay Seever
- 1997: Milano – Pino Panduri
- 2000: Still Paying My Dues to the Blues – John Lawton
- 2002: Here I Am 2002
- 2008: Irresistible
- 2009: Yesterday was Yesterday
- 2012: What Happens
- 2012: Naked feat. Larry Hoppen
- 2010: Bye, Bye, Bye – JATD
- 2011: Dastard Beasts – JATD
- 2012: The Crown of Life – JATD
- 2014: By Your Side – JATD
- 2021: Comin’ Home [Stewart Sullivan Mix] (feat. Jimi Jamison)

## Musik für Filme & TV-Dokumentationen (Auswahl)
- Der Mensch und sein Müll - Geschichte des Wegwerfens - Terra X, ZDF (2022)[21]
- Magie der Märchen - Hänsel und Gretel auf der Spur - Terra X, ZDF (2020)[22]
- Magie der Märchen - Frau Holle und ihre versunkene Welt - Terra X, ZDF (2020)
- Wenn Mütter trauern - Leben nach dem Unfalltod - RBB, Dokumentation (2019)[23]
- Kill me today, tomorrow I’m sick! – Cinema (2018)
- Ich war es nicht – 37 Grad, ZDF[24] Dokumentation (2016)
- 90 Minuten sind kein Leben – ARD-Dokumentation (2014)[25] über den Tod von Robert Enke
- Faschingskinder – DEFA Dokumentation (2014)[26]
- Die Ludolfs - Der Film: Dankeschön für Italien - Cinema (2009)
- Mohenjo Daro – 2-teilige Dokumentation (2008) (TV)
- Mielkes Rache – Documentary (2008) (TV)
- For Eyes Only – Dokumentation (2008) (Cinema)
- Unsere DDR[27] – 4-teilige Dokumentation (2008) (TV)
- Auge in Auge[28] – Eine deutsche Filmgeschichte – (2008) (Cinema)
- Sag mir, wo die Schönen sind[29] (2008) (Cinema/TV)
- Mörderischer Frieden[30] (2007) (Cinema)
- Tanz Auf dem Regenbogen[31] (2007) (TV)
- Ein Paradies für Pferde[32] – ARD (2007) (TV)
- Wenn plötzlich alles anders ist – Dokumentation (2006) (TV)
- Der Skifahrer – (2006) (Cinema)
- Der Pfundskerl – (10 Episoden, 2000–2005)
- Kanzleramt – (12 Episoden, 2005)
- Ein Paradies für Tiere – (2005) (TV)
- Honnecker Dokumentation – (2004) (TV)
- Die Langhoffs – (2004) (Cinema/TV)
- Als der Osten Westen wurde – Dokumentation (2004) (TV)
- Justizirrtüner – 4-teilige Dokumentation (2004) (TV)
- Legenden: Franz Beckenbauer[33] – Dokumentation (2003) (TV)
- Herzstolpern – (2001) (TV)
- Sind denn alle netten Männer schwul – (2001) (TV)
- Poison – (2000) (TV)
- Il Rubino – (1999) (Cinema)